# Ортинський Іларіон
Іларіон Ортинський (29 серпня 1907, Самбір, Королівство Галичини та Володимирії — 20 червня 1974, Ов'єдо, Іспанія) — український та іспанський геолог.

## Життєпис
Народився в Самборі 29 серпня 1907 року.
1930 року закінчив Краківську гірничу академію. Після цього до 1939 року працював у нафтовій промисловості в Іраку. У 1940—1947 роках працював у Гірничо-геологічному інституті в Анкарі.
З 1947 року працював на французьку геологорозвідувальну компанію в Алжирській пустелі. 1949 року відкрив поблизу Хассі-Месауда нове нафтове родовище.
Допомагав відкривати Гірничу школу в місті Ов'єдо, Іспанія, що була створена під егідою ЮНЕСКО. З 1967 року викладав там, будучи професором геофізики.
Помер в Ов'єдо 20 червня 1974 року.